# Recherswil
Recherswil är en ort och kommun i kantonen Solothurn, Schweiz. Kommunen har 2 180 invånare (2023).